# Bikefit
Bikefit (bike-fit, bike fitting) drejer sig om at indstille en cykel, så den passer til rytterens anatomi. Målet med et bikefit er at opnå en optimal position, hvor man kan undgå skader og få mere kraft i sit tråd. Ved et bikefit tager man udgangspunkt i den enkelte rytters krop, i stedet for at indstille cyklen ud fra tommelfingerregler og standardskemaer. 
Bikefit er blevet populært blandt motions- og elitecykelryttere inden for de seneste år. Det er både landevejsryttere, mountainbikere og triatleter, der kan have gavn af et bikefit.

## Sådan foregår et bikefit
Typisk starter man med et interview og en forundersøgelse for smidighed og styrke. Her vil der også blive taget højde for eventuelle skader. Bagefter skal der laves målinger af rytterens position på cyklen. Cyklen og rytteren placeres på en hometrainer, så situationen er så naturlig som muligt. Her bliver indstillingerne af cyklen foretaget og testet  .